# Халецкая, Мария Сергеевна
Мария Сергеевна Халецкая (р. 31 июля 1994, Томск) — российская волейболистка, диагональная нападающая. Мастер спорта России.

## Биография
Волейболом начала заниматься в 2005 году в ДЮСШ-2 города Томска под руководством тренера Василия Федоровича Бозина. В 13-летнем возрасте уехала в Ярославль, где на протяжении двух сезонов играла за местную «Волжанку-ЯГТУ». В 2010 перешла в СДЮСШОР 65 «Ника». Параллельно с игрой за «Нику» в сезоне 2010/2011 провела один матч в суперлиге за московское «Динамо». С 2013 по 2017 год выступала за саратовский «Протон». В его составе в декабре 2016 года стала бронзовым призёром розыгрыша Кубка России.
В 2017 году заключила контракт с «Уралочкой-НТМК». В 2018 году в её составе стала бронзовым призером чемпионата России.
В 2018 году перешла в «Динамо» (Краснодар), в составе которого в 2020 выиграла бронзовые награды Кубка России. В 2019 дебютировала в сборной России, с которой выиграла «бронзу» Кубка мира, а также приняла участие в Лиге наций и чемпионате Европы. В 2021 заключила контракт с московским «Динамо».

### Клубная карьера
- 2008—2010 —  «Волжанка-ЯГТУ» (Ярославль) — вторая лига;
- 2010—2013 —  СДЮСШОР № 65 «Ника» (Москва) — вторая лига;
- 2011 —  «Динамо» (Москва) — суперлига;
- 2013—2017 —  «Протон» (Саратовская область) — суперлига и молодёжная лига;
- 2017—2018 —  «Уралочка-НТМК» (Свердловская область) — суперлига;
- 2018—2021 —  «Динамо» (Краснодар) — суперлига;
- 2021—2023 —  «Динамо» (Москва) — суперлига;
- с 2023 —  «Заречье-Одинцово» (Московская область) — суперлига.

## Достижения

### Со сборными
- бронзовый призёр розыгрыша Кубка мира 2019.
- чемпионка Всероссийской Спартакиады 2022 в составе сборной Москвы.

### С клубами
- чемпионка России 2023;
  - 3-кратный бронзовый призёр чемпионатов России — 2018, 2022, 2025.
- победитель розыгрыша Кубка России 2022;
  - 4-кратный бронзовый призёр розыгрышей Кубка России — 2016, 2020, 2021, 2025.
- чемпионка (2015) и двукратный серебряный призёр (2016, 2017) молодёжной лиги чемпионата России.
- двукратный бронзовый призёр розыгрышей Кубка молодёжной лиги — 2016, 2017.